# Zbiornik powyrobiskowy

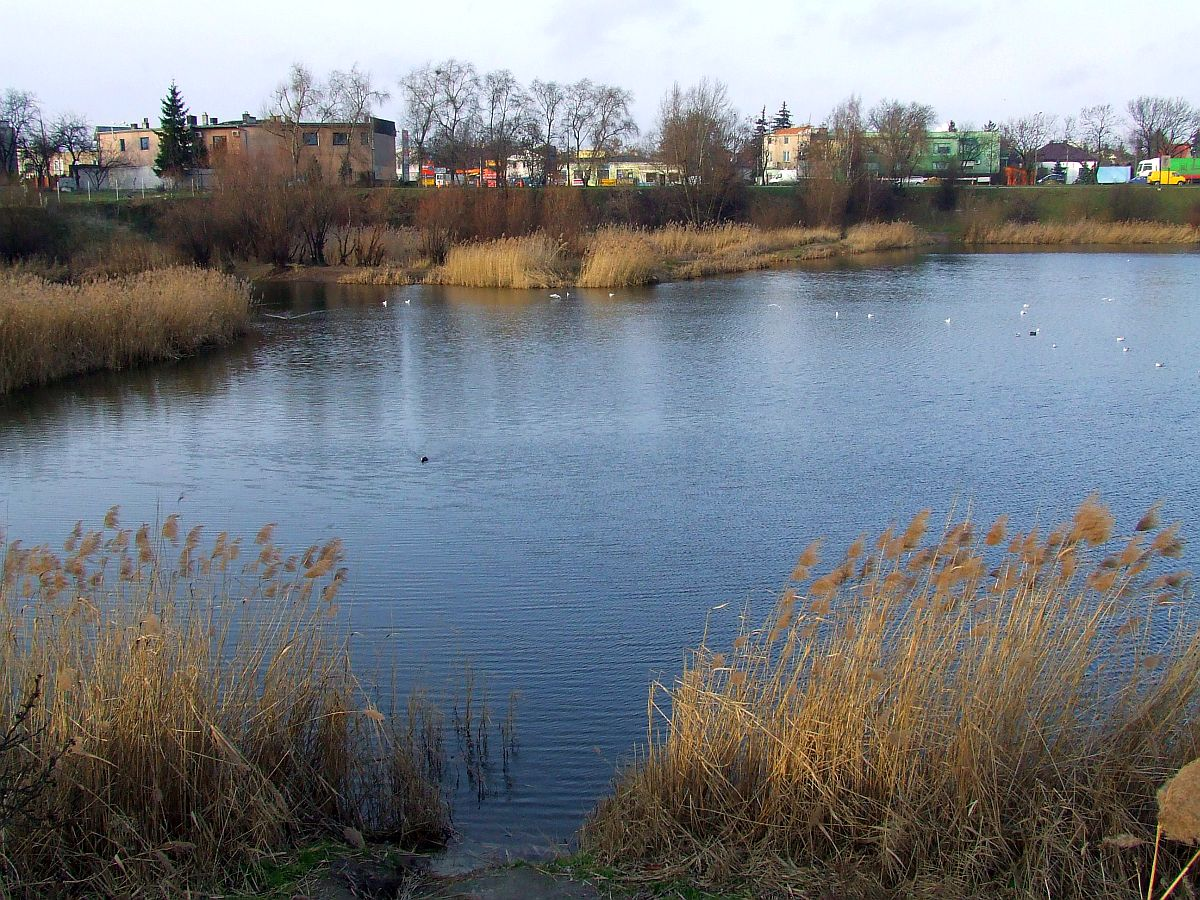
Glinianka przy ul. Połczyńskiej w Warszawie, plener ostatnich scen filmu Miś

Zbiornik powyrobiskowy – antropogeniczny zbiornik wodny, powstały na skutek wydobycia kopalin (patrz wyrobisko podziemne, zbiornik poeksploatacyjny). Ze względu na genezę powstania jak i warunki środowiskowe wyróżnia się m.in.:
- glinianki
- torfianki
- zbiorniki wodne powstałe w żwirowniach i piaskowniach – bagry
- zbiorniki powstałe w kamieniołomach
- zapadliska pokopalniane

Ze względu na eutrofizację i zanieczyszczenie zbiorników naturalnych (np. jezior), zbiorniki powyrobiskowe stanowią ważne siedlisko zastępcze dla wielu organizmów wodnych i mogą być istotnym elementem ochrony przyrody środowiska wodnego.